# Human Nature (bài hát của Michael Jackson)
"Human Nature" là một bài hát được thực hiện bởi ca sĩ/nhạc sĩ người Mỹ Michael Jackson. Ca khúc này được sáng tác bởi Steve Porcaro và John Bettis, và được sản xuất bởi Quincy Jones cho album phòng thu thứ sáu của Jackson, Thriller (1982). Ban đầu, Pocaro đã thu âm bản demo của Human Nature vào một băng cát sét, và sau đó nó được đưa đến cho Jones. Thấy bản demo khá hay, nên Jones đã cho bản ballad này vào album Thriller. Ca khúc này cũng là sự lựa chọn cuối cùng cho album, loại bỏ ca khúc "Carousel" khỏi danh sách.
"Human Nature" được chính thức phát hành vào ngày 3 tháng 7 năm 1983 như là đĩa đơn thứ năm của album. Bài hát không được phát hành tại Anh, trong khi tại Mỹ, nó giành được thành công lớn với việc vươn tới vị trí thứ 2 trên bảng xếp hạng Hot Adult Contemporary và thứ 7 trên Hot 100. Ca khúc đã trở thành một trong những hit top 10 vang dội nhất của Thriller. Tại New Zealand ca khúc đứng vị trí thứ 11. Bản ballad đã nhận được rất nhiều phản hồi tích cực từ những bài phê bình âm nhạc. "Human Nature" cũng được cover lại bởi những tên tuổi nổi tiếng của làng giải trí như Stevie Wonder, John Mayer, Chris Brown, Boyz II Men và Alicia Keys.

## Xếp hạng
| Xếp hạng (1983)                         | Vị trí cao nhất |
| --------------------------------------- | --------------- |
| U.S. Billboard Hot 100                  | 7               |
| U.S. Billboard R&B Singles chart        | 27              |
| U.S. Billboard Adult Contemporary chart | 2               |
| Australian Singles Chart                | 64              |
| Dutch Singles Chart                     | 11              |
| Xếp hạng (2009)                         | Vị trí cao nhất |
| Danish Singles Chart                    | 39              |
| Swiss Singles Chart                     | 46              |
| UK Singles Chart                        | 62              |
| U.S. Billboard Hot Digital Songs        | 21              |

## Danh sách
- Viết và sáng tác:Steve Porcaro và John Bettis
- Nhạc cụ và thực hiện: Steve Porcaro
- Nhạc cụ điện tử: David Paich
- Guitar: Steve Lukather
- Trống: Jeff Porcaro
- Bộ gõ: Paulinho Da Costa
- Chỉnh sửa bốc cục: David Paich, Steve Porcaro and Steve Lukather